# De Haven (Gouda)
Het gebouw De Haven is een monumentaal grachtenpand aan de Oosthaven in de Nederlandse plaats Gouda.
In 1856 liet de Goudse fabrikant Theodorus Pieter Viruly, directeur van de zeepziederij "De Hamer", het pand bouwen als woonhuis. Zijn zeepziederij was in een nabijgelegen pand gevestigd, maar werd later verhuisd naar het Buurtje in Gouda. Op de plek van de zeepziederij werd later het Goudse kantongerecht gevestigd.
In 1893 werd het gebouw verkocht aan het Israëlitisch Armbestuur te Gouda dat er een bejaardentehuis in vestigde. Dit bejaardentehuis heeft dienstgedaan tot 1943. In dat jaar werden alle bewoners door de Duitsers opgepakt en gedeporteerd naar Westerbork, vandaar werden zijn overgebracht naar de vernietigingskampen in Auschwitz en Sobibór en het concentratiekamp Bergen-Belsen, waar zij werden vermoord. In de achter het pand gelegen tuin bevindt zich het metaheerhuisje, waar overledenen ritueel werden gewassen.
Na de deportatie van de Goudse Joden werd de Duitse Ortskommandantur in het gebouw gevestigd.
Tijdens de restauratie van het Goudse stadhuis in de periode van 1946 tot 1952 heeft het pand dienstgedaan als gemeentesecretarie. In 1953 werd het gebouw verkocht aan de Goudse Nederlandse Hervormde Gemeente, die het in gebruik nam als verenigingsgebouw.

## Stolpersteine voor de 64 vermoorde bewoners van "De Haven"
Op 27 februari 2013 werden 56 Stolpersteine geplaatst voor het gebouw "De Haven" als herinnering aan de joodse bewoners van "De Haven" die in de Tweede Wereldoorlog werden vermoord in de Duitse vernietigingskampen. Op 15 november 2020 zijn daar 8 Stolpersteine bijgeplaatst

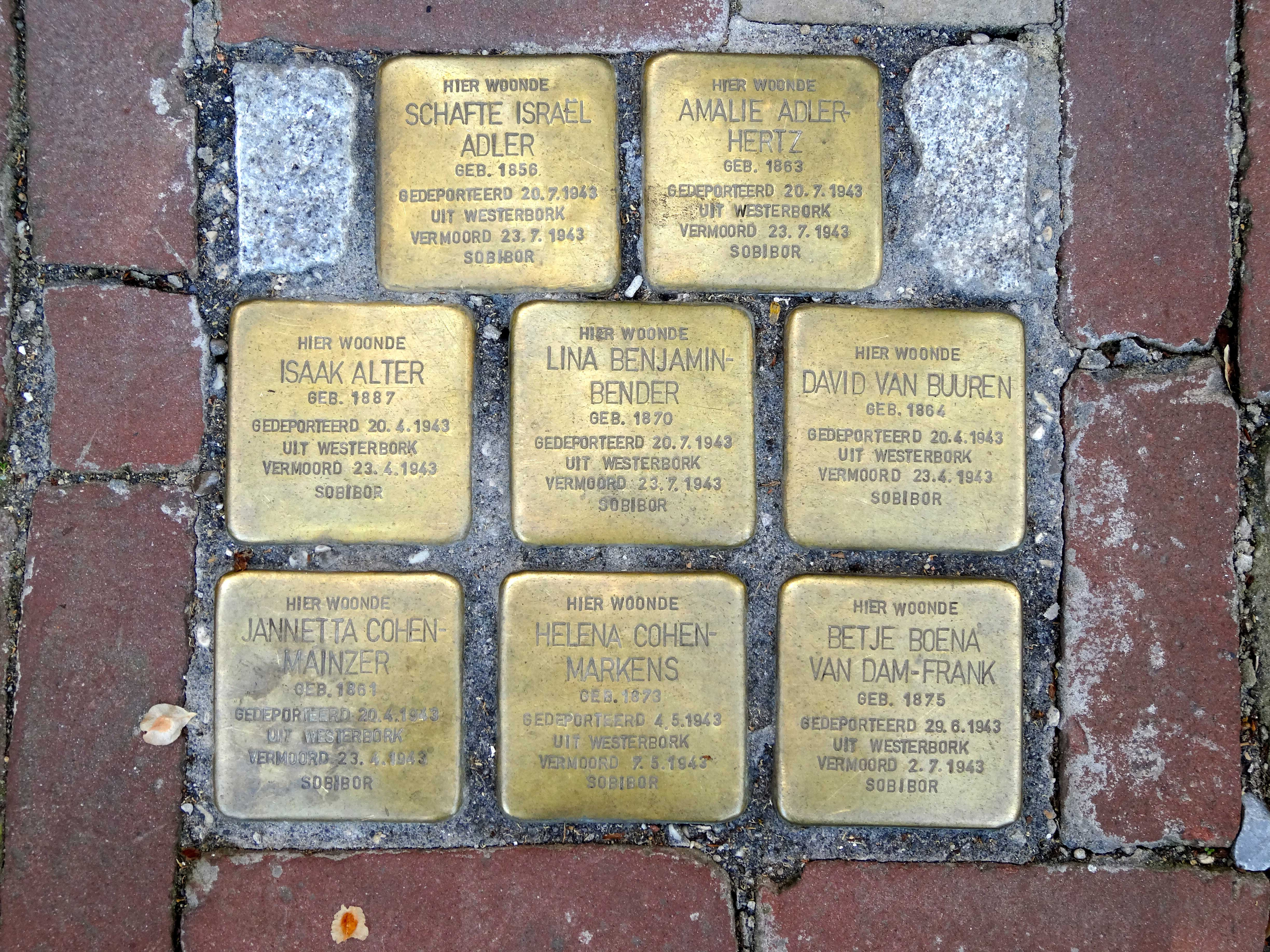
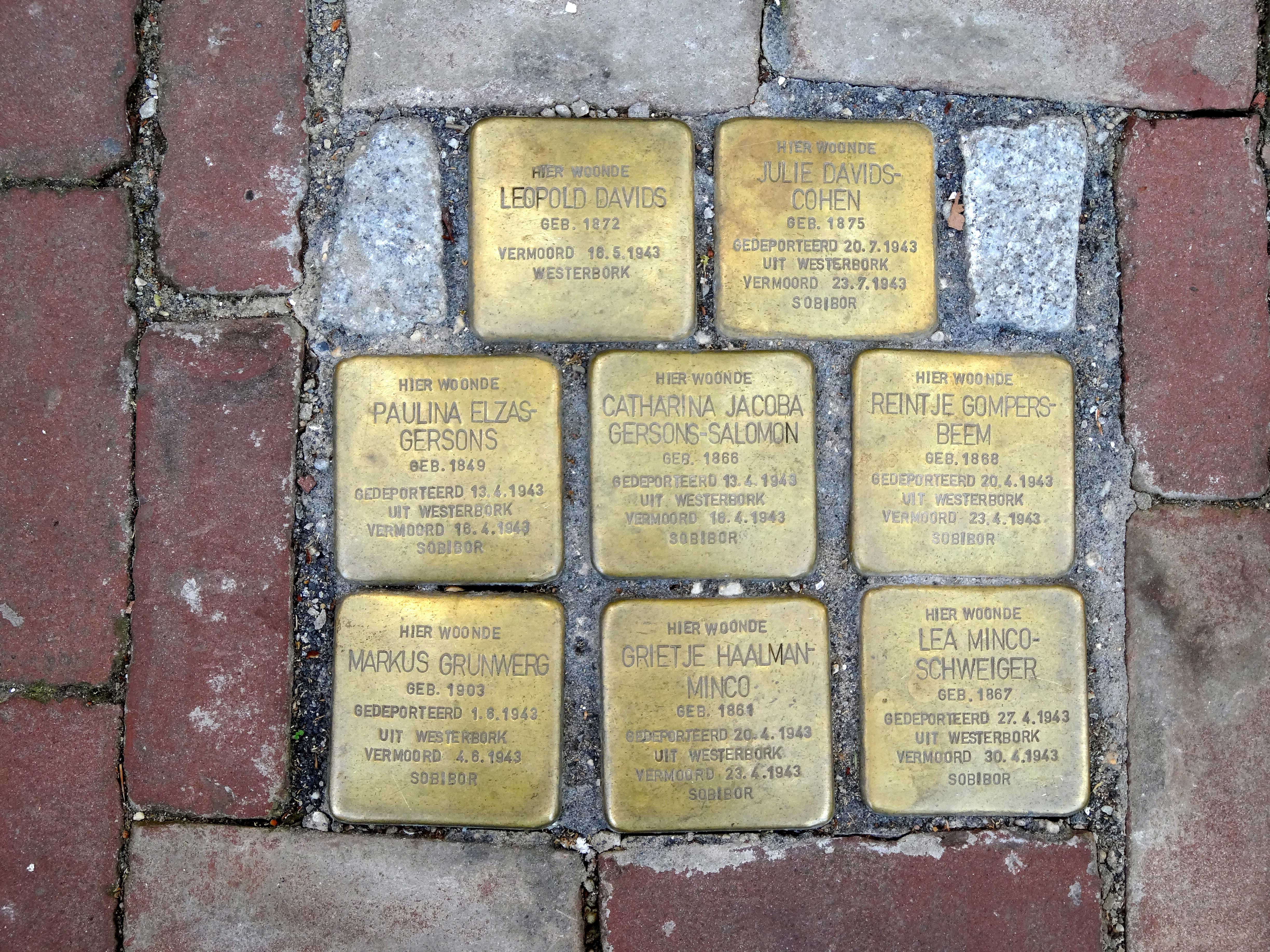
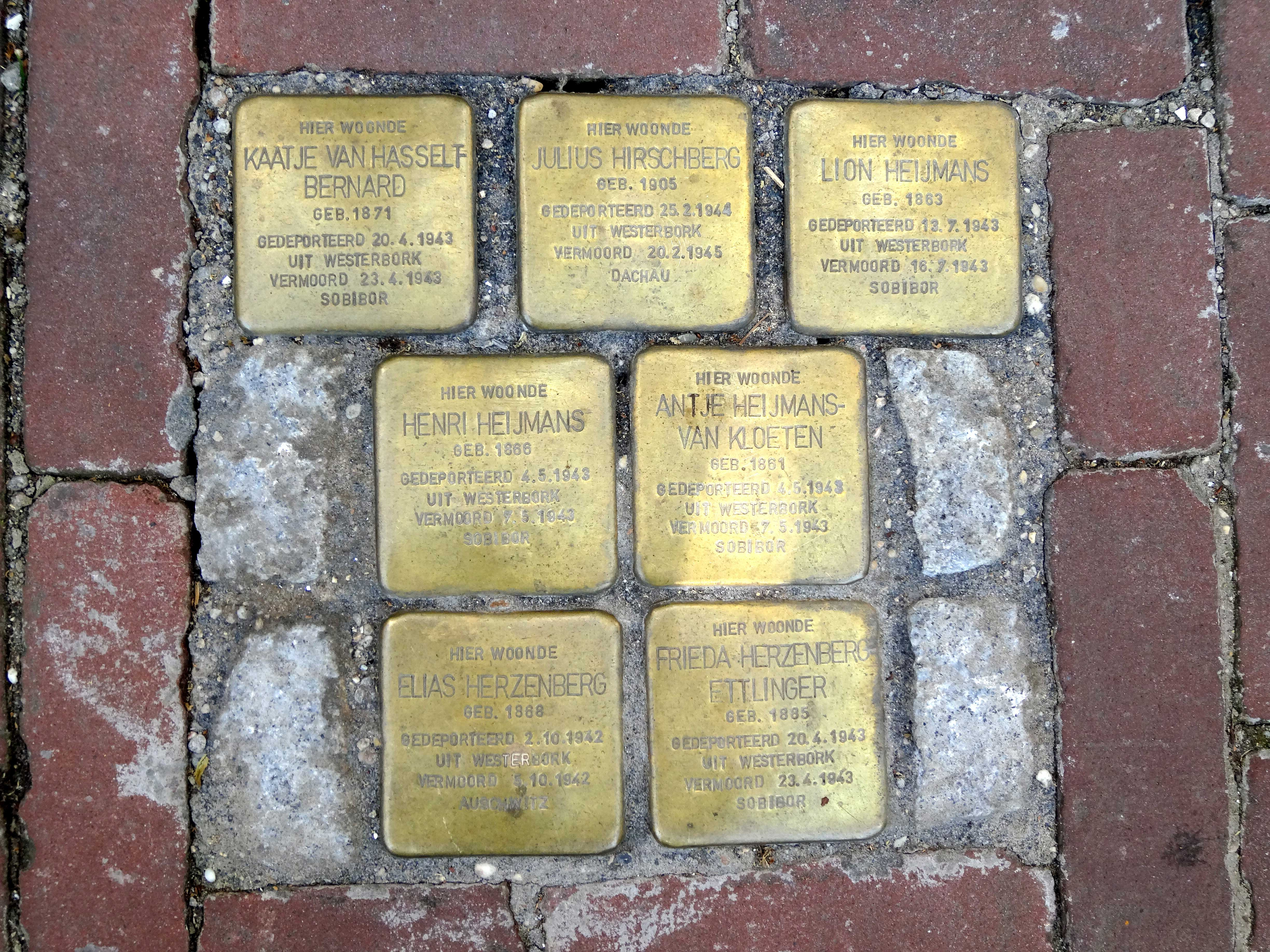
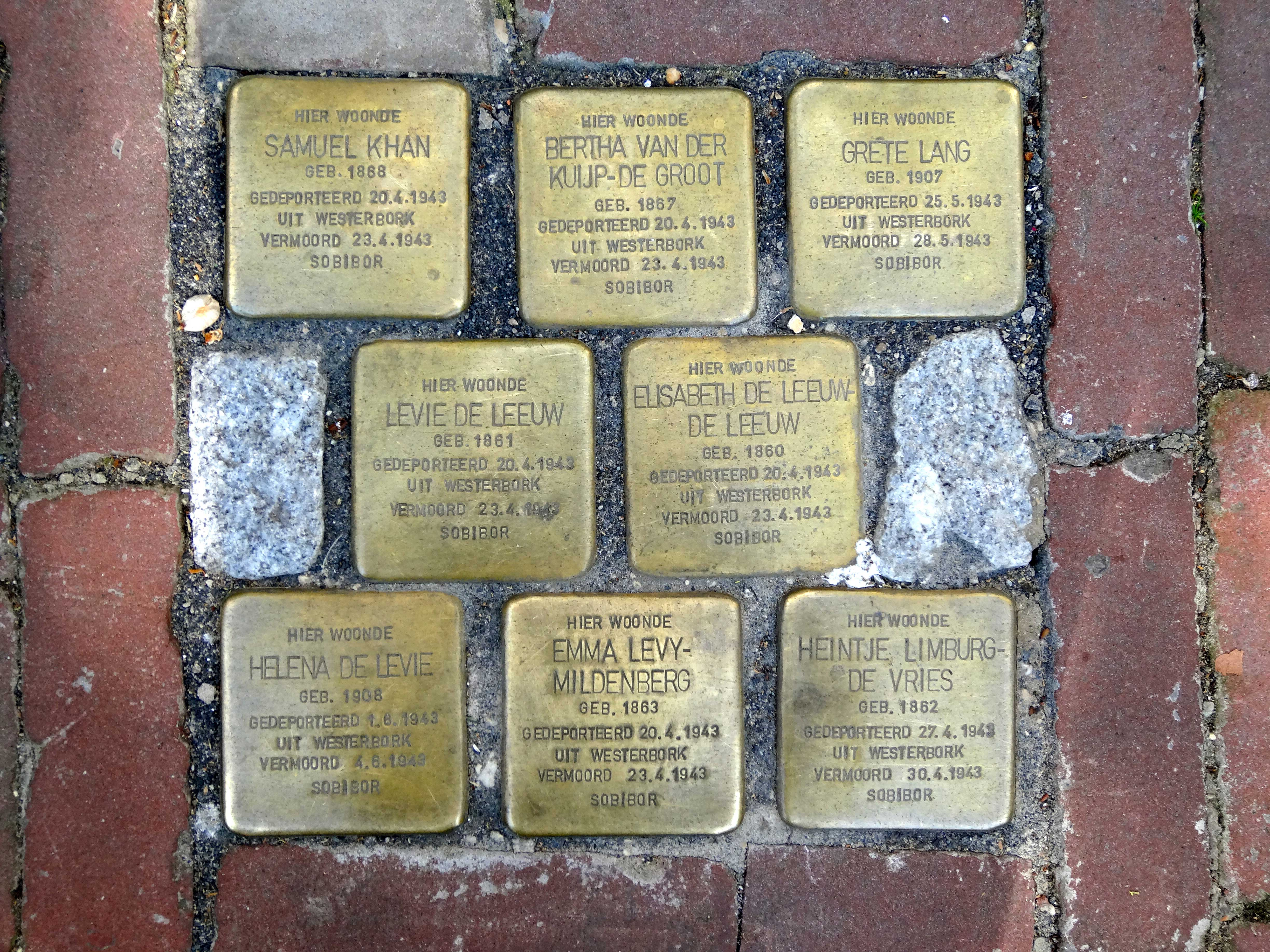
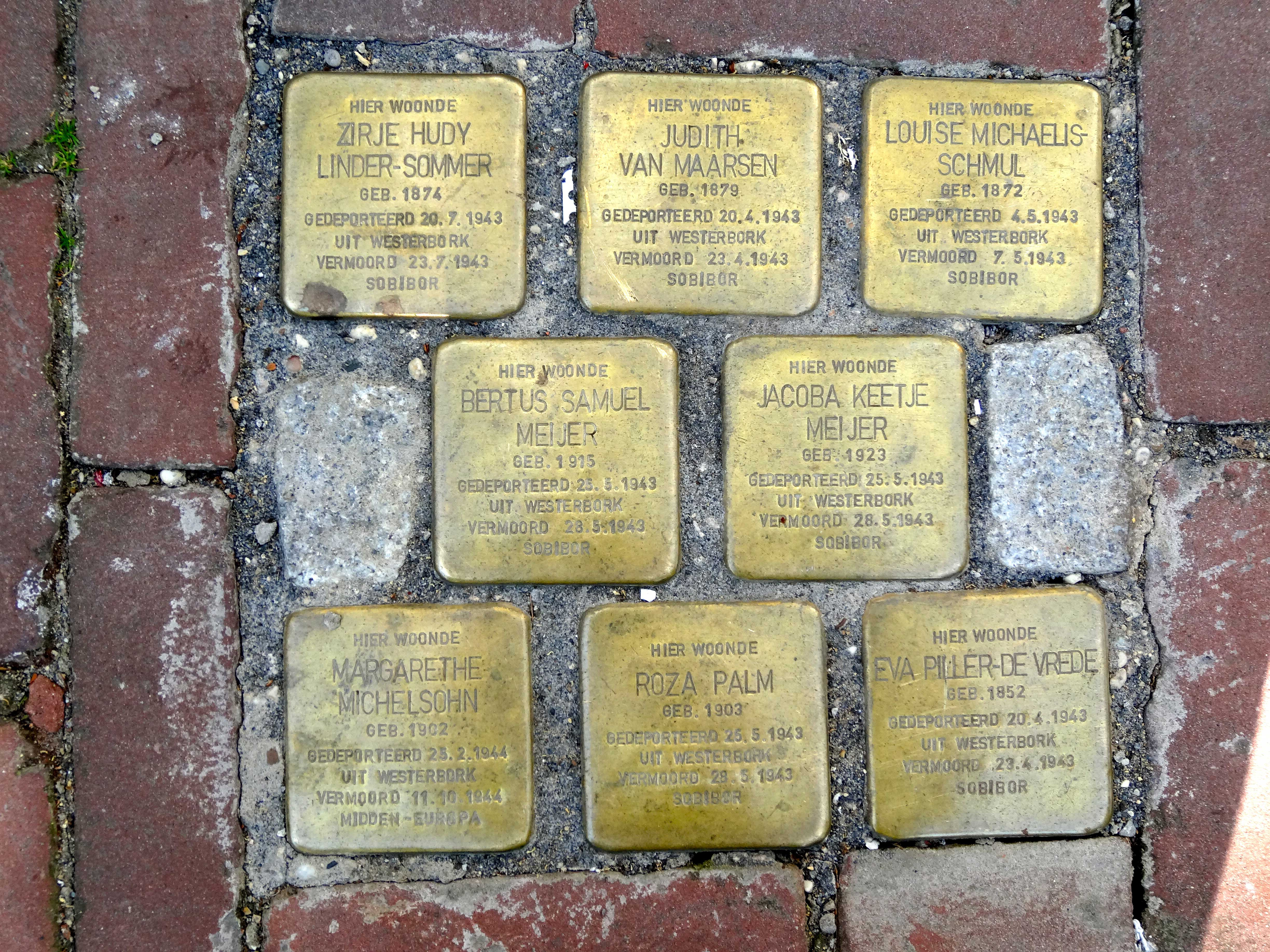
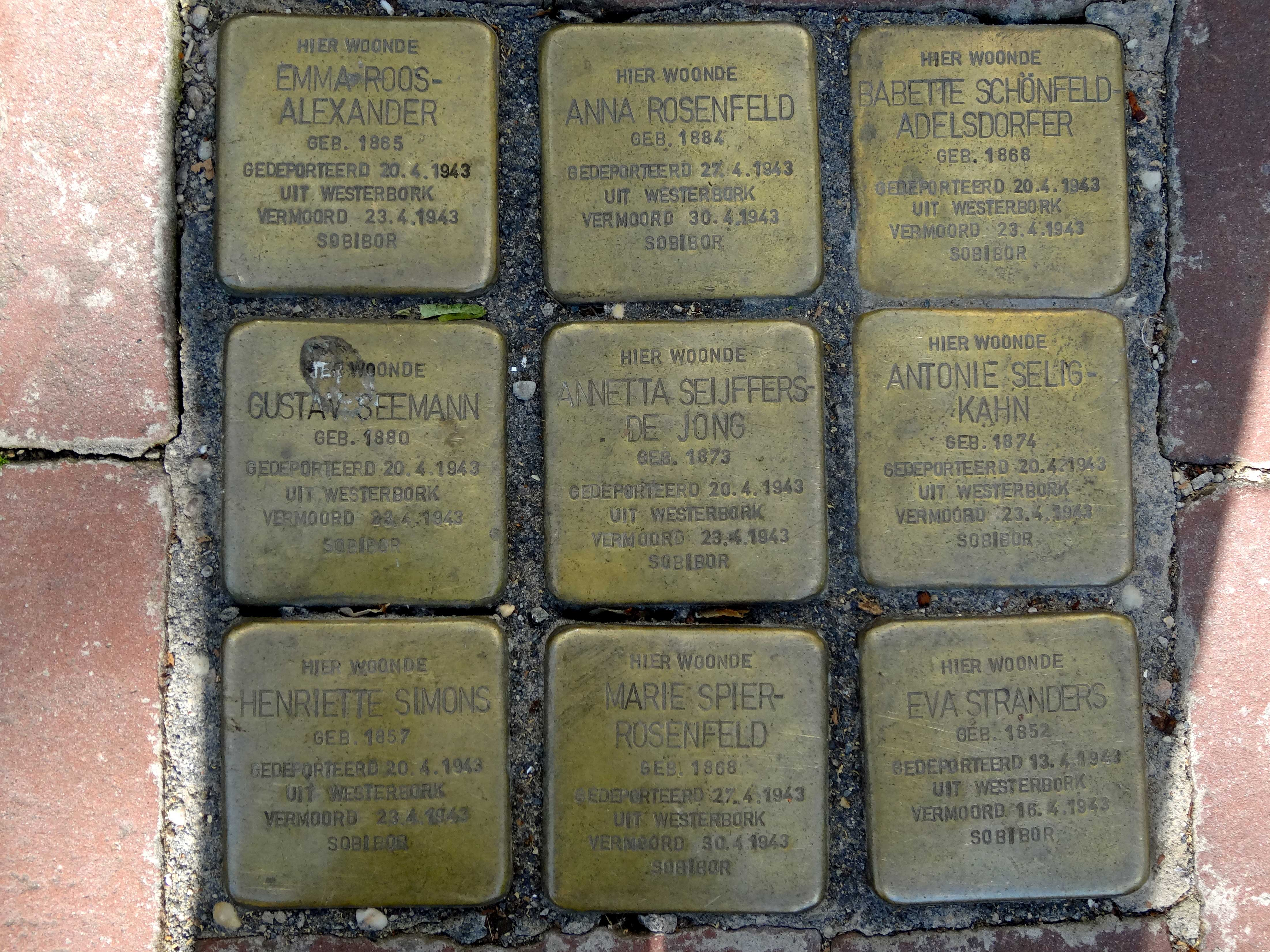
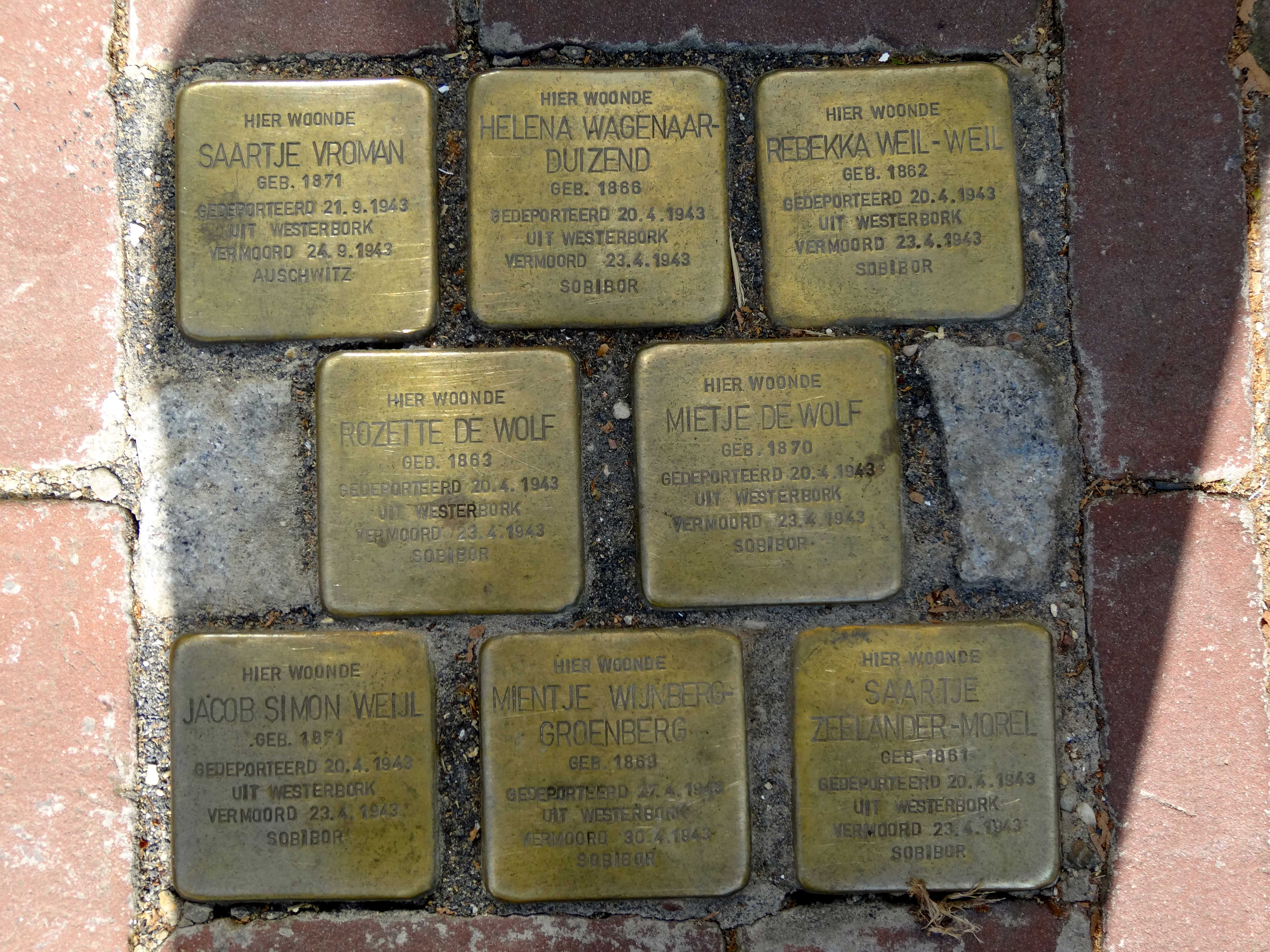